# Edouard Luja

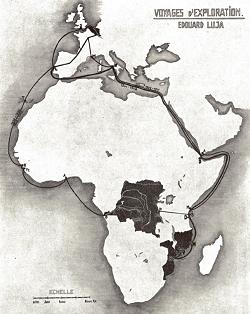
Voyages d'Edouard Luja en Afrique

Edouard Pierre Luja (né le 11 février 1875 à Luxembourg et mort le 14 septembre 1953 dans cette même ville) est un agronome et explorateur-naturaliste luxembourgeois.

## Biographie
Edouard Luja, fils de l'architecte Antoine Luja (lb) (1845-1916), étudie l'horticulture en France, en Belgique et en Angleterre avant d'entreprendre de longs voyages.
En 1898, à la demande d'Edmond van Eetvelde, secrétaire général pour l'État indépendant du Congo, il part au Congo dans le cadre d'une mission dirigée par Lucien Linden (es) afin de recueillir des plantes et des graines à présenter à l'exposition universelle de 1900 à Paris. De retour en Europe l'année suivante, il repart en 1900-1902 prendre la direction d'un établissement horticole au Mozambique, avant de retourner au Congo dans le Sankuru où il dirige les plantations Lacourt à Kondue de 1903 à 1914. Après quelques années en France, il part pour le Brésil en 1924.

## Œuvres
- Edouard Luja, « Les Atta, Acromyrmex discigera, Mayr., fourmis coupeuses de feuilles du Brésil », Bulletin de la Société des naturalistes luxembourgeois, vol. 51 (Livre jubilaire), no 2,‎ 1946, p. 3-11 (lire en ligne).
- Edouard Luja, « Les serpents venimeux du Brésil », Bulletin de la Société des naturalistes luxembourgeois, vol. 52,‎ 1947, p. 8-13 (lire en ligne).
- Edouard Luja, « Récit d'un voyage au Mozambique (1900-1902) », Bulletin de la Société des naturalistes luxembourgeois, vol. 55,‎ 1951, p. 193-210 (lire en ligne).
- Edouard Luja, « Voyages et séjour au Brésil, État de Minas Geraes (1921-1924) », Bulletin de la Société des naturalistes luxembourgeois, vol. 57,‎ 1953, p. 34-63 (lire en ligne).

Edouard Luja a également laissé un manuscrit relatant, à l'intention de sa fille Any, son premier voyage en Afrique.
Son herbier a été légué au Jardin botanique national de Belgique. Ses récoltes ont été étudiées notamment par Émile De Wildeman qui a décrit de nombreuses espèces nouvelles qu'il lui a dédiées en leur attribuant les épithètes lujai, lujaei, lujae, lujaana ou lujaurense.

## Hommages
- Officier de l'Ordre de la Couronne de chêne
- Officier de l'ordre de Léopold II
- Chevalier de l'Ordre royal du Lion
- Chevalier de l'Ordre de la Couronne
- Chevalier de l'Ordre d'Orange-Nassau